# Mario Vrančić
Mario Vrančić (Slavonski Brod, 23 maggio 1989) è un calciatore bosniaco con cittadinanza tedesca, centrocampista dell'Eintracht Francoforte II.

## Biografia
Mario ha un fratello, Damir, che gioca nell'Eintracht Braunschweig.

## Caratteristiche tecniche
Interno di centrocampo, gioca spesso nel ruolo di regista, avendo in dote un buon passaggio.

## Carriera

### Club
Il 26 giugno 2009 Mario è passato in prestito dal Magonza al Rot-Weiß Ahlen.
Nel mercato invernale del 2011 passa a parametro zero al Borussia Dortmund dove ritrova il suo vecchio allenatore Jürgen Klopp.
Nel luglio 2021 si accasa tra le file dello Stoke City. Il 18 giugno 2022 viene ceduto in prestito annuale con diritto di riscatto al Rijeka.

### Nazionale
Vrančić ha giocato in passato con la Nazionale tedesca Under-17, con l'Under-19, con cui ha anche vinto l'Europeo del 2008 e con l'Under-20, con cui ha partecipato al Mondiale 2009. Nel 2015 ha acettato la convocazione della nazionale bosniaca con cui ha preso parte a 6 partite.

## Palmarès

### Club

#### Competizioni nazionali
- Football League Championship: 2

Norwich City: 2018-2019, 2020-2021